# L'hora violeta

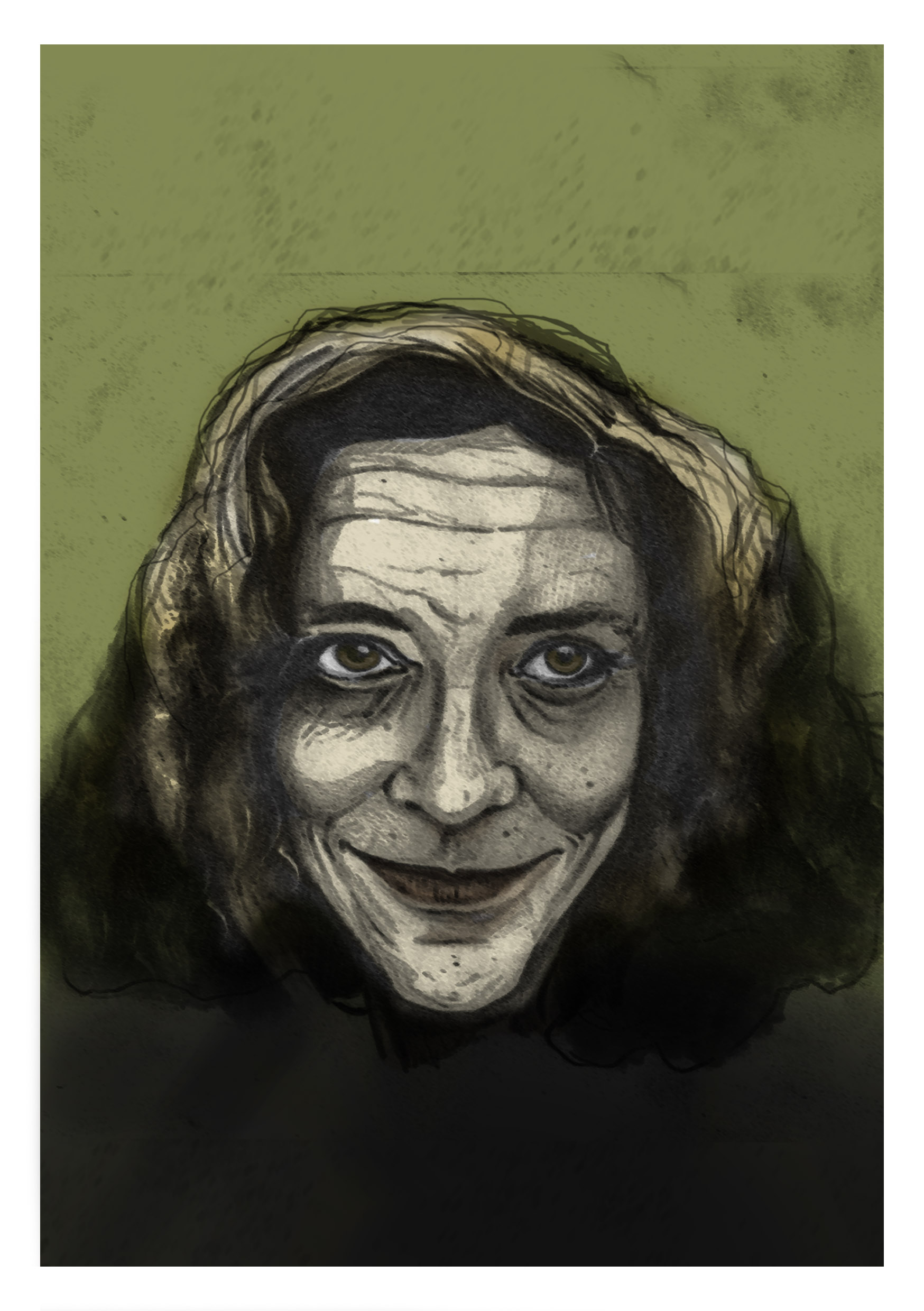
Montserrat Roig

L'hora violeta (1980) de Montserrat Roig tanca la trilogia de les famílies Claret i Miralpeix. La novel·la segueix Natàlia en la seva recerca sobre la seva mare, Judit, i l'amiga d'aquesta, Kati, amb l'objectiu de reconciliar-se amb el passat. El tema central és la maternitat, tractada des de les perspectives negativa i positiva. L'obra utilitza tècniques com la polifonia narrativa i la intertextualitat, amb referències a l'Odissea d'Homer, i presenta una estructura fragmentada amb salts temporals i temàtics.